# Mellicta nitida
Mellicta nitida är en fjärilsart som beskrevs av Charles Oberthür 1909. Mellicta nitida ingår i släktet Mellicta och familjen praktfjärilar. Inga underarter finns listade i Catalogue of Life.